# Regeneração
Regeneração is een gemeente in de Braziliaanse deelstaat Piauí. De gemeente telt 18.190 inwoners (schatting 2009).